# Adam Saitiev
Adam Saitiev (n. 12 decembrie 1977, Hasaviurt, RSFS Rusă, URSS) este un luptător ce a reprezentat Rusia, medaliat olimpic. A participat la o ediție a Jocurilor Olimpice (2000) în care a câștigat o medalie de aur.

## Participări
Lista de mai jos prezintă principalele competiții la care a participat Adam Saitiev de-a lungul carierei.
- wrestling at the 2000 Summer Olympics – men's freestyle 85 kg[*]